# Femme étrangère
 (septembre 2015).
La « Femme étrangère » (en anglais : Female Stranger) fait partie du folklore de la ville d'Alexandria en Virginie, aux États-Unis. Sa tombe, située dans le cimetière de l'église épiscopale de Saint-Paul (en), est une curiosité touristique locale. L'identité de la « Femme étrangère » est inconnue et l'épitaphe particulière de sa pierre tombale, incitent à de nombreuses spéculations à son sujet.

## Légende
La légende moderne veut qu'il s'agisse d'une femme tombée malade sur un navire, le Four Sons, sur le chemin d'Halifax aux Antilles. Le capitaine aurait déposé cette femme accompagnée d'un homme — probablement son mari — dans un canot pour leur permettre d'arriver à Alexandria. Installé dans la chambre no 8 de la Gadsby's Tavern (en), un médecin est appelé ainsi que deux femmes sont engagées pour devenir infirmières. La « Femme étrangère » a le visage couvert et les infirmières promettent de garder le silence sur l'identité de cette femme. Au décès de la femme en 1816, l'homme s'occupe seul de la mise en cercueil et de l'enterrement afin de conserver le secret. Puis l'homme disparaît, revenant annuellement déposer une gerbe de fleurs.
De nombreuses conjectures sur l'identité de cette femme ont été faites, comme celle la présentant comme la femme d'un pirate ou d'un officier de marine, ou celle l'identifiant comme Theodosia Burr Alston, la fille du vice-président des États-Unis Aaron Burr.

## Pierre tombale
La sépulture est surplombée d'une pierre tombale avec une inscription en anglais, dont la traduction est :

« A la mémoire d'une

FEMME INCONNUE

dont les souffrances mortelles ont pris fin

le 14ème jour d'octobre 1816

âgée de 23 ans et 8 mois.

Cette pierre est placée ici par son mari

inconsolable dans les bras duquel elle a rendu son

dernier souffle, et qui devant Dieu

a tout fait pour apaiser

la froide oreille de la mort.

Ce que tu aimais, ce que tu valais, ne te servent à rien.

Pas plus de savoir qui tu connaissais ou qui t'a engendré

Il ne reste de toi qu'un tas de poussière.

C'est tout ce que tu es et tout ce que l'orgueilleux sera.

Tous les prophètes rendent de lui ce témoignage,

que tout homme qui croit en lui reçoit

par son nom la rémission de ses péchés.

Actes, chapitre 10, verset 43 »

La troisième partie de l'inscription est tirée de Elegy to the Memory of an Unfortunate Lady, un poème écrit par le poète anglais Alexander Pope en 1717, avec quelques différences par rapport à l'original.

## Postérité
Cette histoire a inspiré les romans Narrative of John Trust (1883) de William Francis Carne et 1816 Candles (2013) d'Amanda Brice.